# Bollitori
El bollitori (apareix denominat també com a bullitori i bacallar bollit) és un guisat elaborat en cassola que conté fesols, creïlles i carabassa amb bacallà. Aquest plat és tradicional en alguns municipis de la província d'Alacant. Per no tindre cap ingredient carni, és un plat que se sol elaborar per Setmana Santa, concretament el Dijous Sant.
En el bollitori, el bacallà en saladura és l'ingredient principal. Aquest peix sol dessalar-se unes hores abans posant-se en remull. Les verdures, que solen ser creïlla, carabassa i faves, se solen tallar en trossos de grandària similar i es bollen en una olla, juntament amb el bacallà. Se solen escalfar uns ous en l'aigua de les verdures. Finalment, el bacallà se serveix juntament amb les verdures cuites i l'ou escalfat.